# Ayam goreng
Un ayam goreng est un terme générique dans la cuisine indonésienne et la cuisine malaisienne pour désigner de nombreux plats de poulet frit dans de l'huile de coco. Ayam goreng signifie littéralement « poulet frit » en malais et en indonésien.

## Marinade et épices

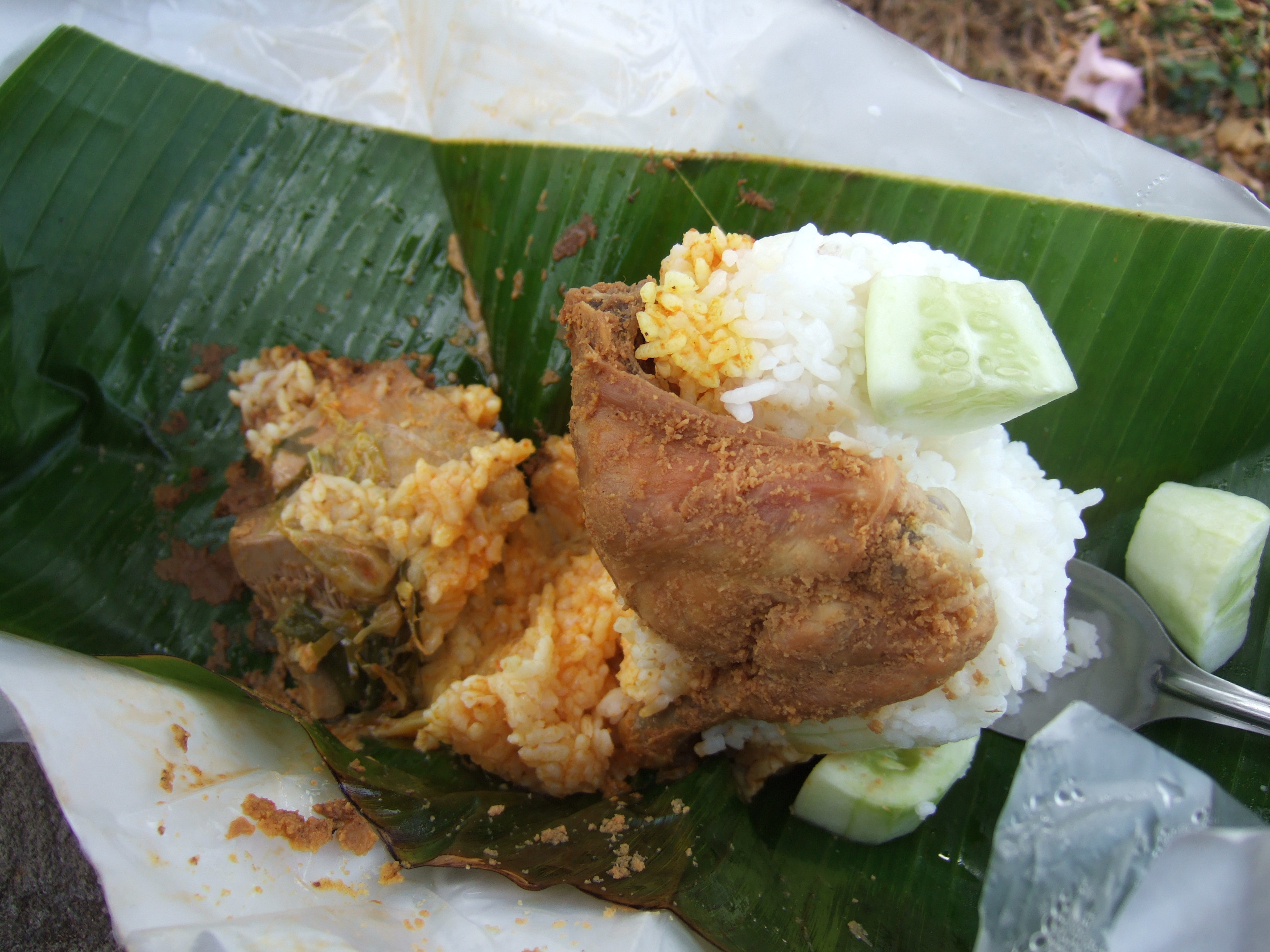
Nasi bungkus Padang.

Le mélange d'épices varie selon les régions, mais consiste généralement en un mélange d'échalotes, d'ail, de malabarthe (feuille de laurier), de curcuma, de citronnelle, de jus de tamarin, de noix de bancoule, de galanga, de sel et de sucre.
Les morceaux de poulet sont préalablement marinés avant d'être frits dans de l'huile de coco. L'ayam goreng est généralement servi avec du riz, du sambal terasi ou du sambal kecap (piments et échalotes dans une sauce soja sucrée comme condiment). Du tempeh frit et du tofu peuvent aussi accompagner ces plats.

## Variantes
Il existe plusieurs recettes d'ayam goreng, les plus populaires sont l'ayam goreng lengkuas (poulet frit galangal), l'ayam goreng de Padang, l'hayam goreng soundanais, l'ayam goreng de Jakarta, l'ayam goreng kalasan de Java, et l'ayam goreng kremes. Le pecel ayam est-javanais est aussi un ayam goreng, servi avec du sambal. Une autre variante javanaise est l'ayam goreng penyet (penyet étant le mot javanais pour « pressé »), le poulet est broyé dans un mortier et mélangé avec un sambal.